# Coca de xulla
La coca de xulla o d'embotit és una coca salada típica de gairebé tot l'interior muntanyenc que consiteix en un pa allargassat decorat amb trossos de botifarra, cansalada, xoriço o altres carns salades i saboroses. Es forneix tot alhora, de tal manera que el pa queda impregnat amb el greix de la carn, la qual cosa li propina un sabor salat i unes taques de colors, en especial el roig del xoriço.

## Bollos
A la vila de Requena i la seua comarca, la Plana d'Utiel, tot i tenir una massa semblant, la seua vora dentada hi dona un caire de pastís, i habitualment s'anomena bollo o bollo con magras, tot i que els forners locals també accepten coca d'alternativa. Aquesta preparació gaudeix d'una associació de forners i artesans que s'hi dedica